# امیر باشتی
امیر باشتی (انگلیسی: Amir Bashti؛ زادهٔ ۲۱ مارس ۱۹۹۷) بازیکن فوتبال اهل ایالات متحده آمریکا است.
وی همچنین در تیم‌های ملی فوتبال United States men's national under-18 soccer team و United States men's national under-20 soccer team بازی کرده‌است.